# 281 км (зупинний пункт)
281 км  — зупинна платформа, знаходиться у місті Кременчук у районі Молодіжного.
Належить до Полтавської дирекції Південної залізниці.
Збудована 1887 року під час прокладання залізниці Кременчук  — Ромодан .
Розташована між станціями Мазурівка  та Кагамлицька.

## Пасажирське сполучення
На станції зупиняється один приміський потяг, що йде за маршрутом Хорол — Кременчук .
Всі інші приміські потяги на Ромодан , Кременчук, Хорол  та Семенівку проходять через станцію Терешківка.